# مدقق الحسابات نوزاكي شوهي
مدقق الحسابات نوزاكي شوهي (باليابانية: 監査役野崎修平) مانغا يابانية من تأليف شيغيرو نودا. اقتبست المانغا إلى مسلسل تلفزيوني من إنتاج قناة وائووائو.

## القصة
تدور احداث القصة في أواخر التسعينات من القرن العشرين حينما واجهت الصناعة المصرفية انهيار اقتصاد الفقاعة والانفجار المالي. نوزاكي شوهي مدير فرع أحد المصاف تتم ترقيته ليكون مدقق حسابات ولكنه سيشهد خروقات مالية تجعله بمواجهة شخصيات مهمة في المصرف.